# Vlag van De Proosdijlanden

Vlag van De Proosdijlanden
(1981-1991)

De vlag van De Proosdijlanden is op 14 januari 1981 vastgesteld als de vlag van het waterschap De Proosdijlanden. De vlag kan als volgt worden beschreven:
Vijf banen van rood, wit, blauw, wit en rood in de verhouding 1:1:6:1:1, de rode en witte banen verbonden door een golvende lijn; de blauwe baan op 2/3 van de vlaglengte beladen met een witte knobbelzwaan, zwemmend op een versmalde en verkorte witte horizontale baan, de knobbel en poten van de zwaan zwart, de snavel rood.
De kleuren van de vlag van Mijdrecht zijn wit en rood, daarom zijn er rode en witte strepen boven en onder. De golven stellen de waterfuncties van het waterschap voor, net als de blauwe baan. De zwaan is een pars pro toto voor de twee zwanen die het wapen van het waterschap ondersteunen, maar hij zwemt. Het ontwerp van de vlag is van de hand van Gerlof Bontekoe.
Vanaf 1991 is de vlag niet langer als de vlag van deze waterschap in gebruik omdat het waterschap De Proosdijlanden in het nieuwe Hoogheemraadschap Amstel en Vecht op is gegaan.

## Verwante afbeeldingen

Wapen van De Proosdijlanden
Vlag van Mijdrecht

Aa en Maas · Amstel, Gooi en Vecht · Brabantse Delta · Delfland · De Dommel · Drents Overijsselse Delta · Fryslân · Hollands Noorderkwartier · Hollandse Delta · Hunze en Aa's · Limburg · Noorderzijlvest · Rijn en IJssel · Rijnland · Rivierenland · Scheldestromen · Schieland en de Krimpenerwaard · De Stichtse Rijnlanden · Vallei en Veluwe · Vechtstromen · Zuiderzeeland
Voormalige waterschappen: 
De Aa · De Aarlanden · Alblasserwaard en de Vijfheerenlanden · De Alm · Amelander Grieën · Amstel- en Gooiland · Amstelland · Boarn en Klif · De Bovenvecht · Drentse Aa · Duurswold · Eemszijlvest · Goeree-Overflakkee · Gouwelanden · Groot Maas en Waal · Groot-Haarlemmermeer · Groot-Waterschap van Woerden · Groote Waard · Haarlemmermeerpolder · Hulster Ambacht · IJsselmonde · Krimpenerwaard · Land van Heusden en Altena · Het Lange Rond · Lauwerswâlden · Leidse Rijn · Linge · De Maaskant · Het Maasterras · Mark en Dintel · Marne-Middelsee · Meer en Woude · De Middelsékrite · De Nederwaard · Noord-Beveland · Noord- en Zuid-Beveland · Noord-Limburg · Noord-Veluwe · Noordhollands Noorderkwartier · Noordoostpolder · Noordwoude · Oldambt · Oude IJssel · De Overwaard · De Proosdijlanden · Purmer · Regge en Dinkel · De Runde · Salland · Schermer · Schieland · De Schipbeek · Schouwen-Duiveland · Sevenwolden · De Stellingwerven · Tholen · Tusken Waed en Ie · Uitwaterende Sluizen in Kennemerland en West-Friesland · De Vechtlanden · De Vier Noorder Koggen · Het Vrije van Sluis · De Waadkant · Walcheren · Waterland · De Waterlanden · Westergo's IJsselmeerdijken · Westerkwartier · Westfriesland · Wilck en Wiericke · Wilhelminapolder · Zuiveringschap Limburg